# Municipalità regionale della contea di La Nouvelle-Beauce
La municipalità regionale di contea di La Nouvelle-Beauce è una municipalità regionale di contea del Canada, localizzata nella provincia del Québec, nella regione di Chaudière-Appalaches.
Il suo capoluogo è Sainte-Marie.

## Suddivisioni
City e Town
- Sainte-Marie

Municipalità
- Frampton
- Saint-Bernard
- Saint-Elzéar
- Saint-Isidore
- Saint-Lambert-de-Lauzon
- Scott
- Vallée-Jonction

Parrocchie
- Sainte-Hénédine
- Sainte-Marguerite
- Saints-Anges